# 니시쿠조역
니시쿠조역(일본어: 西九条駅, にしくじょうえき 니시쿠죠우에키[*])은 일본 오사카부 오사카시 고노하나구에 위치한 서일본 여객철도·한신 전기 철도의 역이다.

## 개요
서일본 여객철도의 역은 오사카 순환선 및 사쿠라지마 선의 환승역으로 2001년 유니버설 스튜디오 재팬 (USJ) 개업 후에는 USJ에서 가장 가까운 역인 유니버설 시티 역으로 향하는 열차의 환승역으로서 알려지게 되었다. 서일본 여객철도의 어번 네트워크 구역에 들어가 있다. 서일본 여객철도의 특정도구시내 제도 중 '오사카 시내'에 속하는 역이다.
한신 난바 선과의 환승역이다. 니시쿠조를 기점으로 하는 한신 니시오사카 선이 2009년 3월 20일에 한신 난바 선으로 명칭을 바꿔 니시쿠조에서 오사카난바 역까지 연장 개업하였다.
서일본 여객철도, 한신 전기 철도 양 역에서 모두 이코카와 피타파의 이용이 가능하다. (다만 엄연히 서일본 여객철도 소속 역은 이코카 구역, 한신 전기 철도는 피타파 구역이기 때문에 상호 이용 가능한 IC 카드에는 차이가 있다.) 서일본 여객철도 소속 역에서는 J스루 카드, 한신 전기 철도 소속 역에서는 스룻토 간사이와 대응하는 각종 IC 카드의 이용이 가능하다.

## 역 구조

### 서일본 여객철도
섬식 승강장으로 2면 3선의 고가역이며, 기본적으로 외측의 두 선로 (1 ·  4번 승강장)을 오사카 순환선, 양 승강장에 끼인 중앙의 1개 선로(2 ·  3번 승강장)을 JR 유메사키 선 및 신오사카 방면에서의 직통 열차가 사용한다.

#### 승강장
| 1 | ■ 오사카 순환선 (외선 순환) | 오사카 · 교바시 방면                       | 오사카 · 교바시 방면                     |
| 1 | ■ JR 교토 선 직통           | 신오사카 · 교토                            | (구로시오 호 · 하루카 호 · B쾌속)        |
| 2 | ■ JR 유메사키 선            | 유니버설시티 · 사쿠라지마 방면             | 유니버설시티 · 사쿠라지마 방면           |
| 2 | ■ 오사카 순환선 (외선 순환) | 오사카 · 교바시 방면                       | (JR 유메사키 선 직통 일부)               |
| 3 | ■ JR 유메사키 선            | 유니버설시티 · 사쿠라지마 방면             | 유니버설시티 · 사쿠라지마 방면           |
| 3 | ■ 간사이 공항선 직통        | 간사이 공항 방면                           | (특급 하루카 호)                         |
| 3 | ■ 한와 선 직통              | 와카야마 방면                              | (특급 구로시오 호 및 교토 발 직통쾌속)   |
| 4 | ■ 오사카 순환선 (내선 순환) | 오사카 · 덴노지                            | 오사카 · 덴노지                          |
| 4 | ■ 간사이 공항선 직통 열차   | 간사이 공항 (관공 쾌속)방면                | (간쿠 쾌속)                              |
| 4 | ■ 한와 선 직통 열차         | 와카야마 고보 기이타나베 (기슈지 쾌속)방면 | (교바시 · 오사카 방면에서의 기슈지 쾌속) |
| 4 | ■ 야마토지 선 직통          | 나라 방면                                  | 나라 방면                                |
| 4 | ■ JR 유메사키 선            | 유니버설 시티 · 사쿠라지마 방면            | (순환선 직통 일부)                       |

- 2 ·  3번 승강장은 선로 한 개를 2개의 승강장이 공유한다.
- 오사카 순환선 외선 순환 열차 중 JR 유메사키 선에서 직통하는 열차의 일부는 2번 승강장에 발착한다.
- 중앙의 선로에서 발착하는 와카야마 ·  간사이 공항 방면 열차는 3번 승강장 측으로부터만 승강이 가능하기 때문에 2번 승강장 측의 문은 열지 않는다.
- JR 유메사키 선 방면 열차의 일부는 4번 승강장에서도 발착한다.

오사카 순환선과 JR 유메사키 선의 직통 열차는 상하행과 상관 없이 원칙적으로 2 ·  3번 승강장 (중앙 승강장)으로 입선하지만 시간대에 따라서 상행선은 순환선 외선 순환 승강장, 하행선은 순환선 내선 순환 승강장에서 발차하는 경우도 있다. 최근의 시간표에는 낮 시간대의 상행 직통 열차는 순환선 외선 순환 승강장에서 발차하는 것이 기본으로 거꾸로 중앙 승강장에 발착하는 열차는 적은 편이다.
2면 3선이라는 좁은 설비나 평면 교차가 원인이 되어 도카이도 본선 ·  오사카 순환선 ·  한와 선 ·  야마토지 선 지연에 상호 영향을 자주 미친다. 오사카 순환선의 서반 구간은 각역정차와 속도 차이가 큰 간쿠·야마토지 쾌속과 같은 쾌속열차나 각종 특급이 빈번히 운전되는 것에 구애받지 않고 대피할 수 있는 역은 니시쿠조 역밖에 없기 때문에 열차 편수가 많은 시간대에는 대피선을 잘 이용하면서 우등 열차의 통과 대피 등을 행하지 않으면 안 된다는 사정도 얽혀 전체적으로 조밀한 시간표 편성이 되었다. 이것은 니시쿠조 역 뿐만이 아니라 여러 사철과 경쟁하기 위해 짜여진 어번 네트워크 전체의 결점으로, 이 반면으로 면밀한 다이어 작성에 의한 동일 승강장 상의 사쿠라지마 방면에의 환승을 실현시키고 있다.
2·3번 승강장 발착 열차에 대해서는 도착 후 최초의 몇 분 간은 2 ·  3번 승강장 양쪽으로 문이 열려 있지만 그 후 (대개 발차 1 ~ 2분 전 정도)에는 상행 열차 (오사카 방면으로 향하는 열차)는 3번 승강장 측, 하행 열차 (사쿠라지마 방면으로 향하는 열차)는 2번 승강장 측의 문을 닫는다. 또, 신오사카 방면에서의 열차는 2번 승강장 측의 문은 열지 않는다.
열차 입선의 안내 방송은 일본어와 영어가 동시에 흐른다.
한편으로 니시쿠조 역은 일부 통과 열차도 있지만 하루카 호나 구로시오 호, 오션 아로 호 등의 특급이 정차하는 반면 야마토지 선을 직통 운전하는 홈 라이너인 '야마토지 라이너'는 통과한다. 특급의 정차는 유니버설 스튜디오 오사카 개업 후에 시작된 것이어서 그 이전에는 야마토지 라이너·특급이 함께 통과하였다. 니시쿠조에 정차하는 하루카나 구로시오 등은 오사카 순환선 내에서는 각각 간사이 공항 연락 특급·관광 특급으로써의 색채가 강하며 거꾸로 야마토지 라이너는 통근 시의 착석 수요에 응하는 통근에 특화된 열차로 각계 각층의 수요에 응하는 일종의 서비스 분리이다.
2010년 3월 13일에 예정된 시간표 개정에서는 하루카 호의 니시쿠조 전면 통과가 개시되었다.

#### 역사
- 1898년 10월 1일: 니시나리 철도의 노다 ~ 아지가와구치 간에 개업.
- 1906년 12월 1일: 국유화에 의해 일본국유철도의 소속이 되었다.
- 1909년 10월 12일: 노선명칭 제정으로 니시나리 선의 소속이 되었다.
- 1931년 11월 8일: 노다 역 ~ 오사카 시장역 간의 화물 지선 개업
- 1961년 4월 25일: 니시나리 선의 니시쿠조 역 이동 구간이 오사카 순환선에 편입.
- 1984년 2월 1일: 화물 취급을 폐지. 동시에 노다 ~ 오사카 시장 간 화물 지선 폐지.
- 1987년 4월 1일: 민영화에 의해 서일본 여객철도의 소속이 되었다.
- 2003년 11월 1일: 이코카의 사용이 개시되었다.

### 한신 전기 철도
상대식 승강장으로 2면 2선의 고가역이다. 한신 난바 선으로의 연장에 대비해 이전에 당시 일본국유철도의 오사카 순환선·사쿠라지마 선의 고가 선로를 지나치는 높이로 건설되었다. 지도라바시 가까이에 오사카난바로의 연장이 완성된 현재에도 편선(片線)이 남아있는 것은 예전에 니시쿠조가 종착역이었을 당시의 흔적이지만 니시쿠조 ~ 오사카난바 간에 사고 등이 발생하여 운행이 불가능해졌을 때 니시쿠조 ~ 아마가사키 간의 회차 운전 운용 시에 사용하기 위해 남겨두었다.
개업 이전에 아마가사키 방면 승강장으로써 사용되어 온 2번선 (서측) 승강장에 대해 1번선 (동측) 승강장은 거의 사용되지 않았다. 1965년 ~ 1974년에 구 니시오사카 선 특급이 운전될 무렵에는 특급영 승강장으로서 사용되었었지만 1994년 ~ 1995년에 이루어진 2번 승강장의 엘리베이터·에스컬레이터 (하행선용) 신설 공사 중에는 대체 승강장으로 사용된 적이 있다. 그 후 1번 승강장은 한신 난바 선과 관련된 개량 공사의 진척에 의해 2008년 다시 대체 승강장으로써 사용되어 2009년 1월 23일부터 2월 23일까지 1개월간 연장선의 시운전 당시 하차 전용 홈으로써 사용되었다. 2009년 3월 20일의 한신 난바 선의 개업 시에는 1번선은 오사카난바·긴테쓰나라 방면 승강장으로서 본격적인 사용이 시작되었다. 덧붙여 종래 1번선 승강장에 엘리베이터는 설치되지 않았지만 난바 선 개업과 함께 승강장 연장부에 신설된 개찰구 측에 설치되었다.
한신 난바 선 개업까지는 발차 멜로디가 사용되었지만 개업 후에는 도중역이 되었기 때문에 사용하지 않게 되었다. 다만 발차 멜로디를 대신해 한신 본선의 주요 역에서 사용되는 발차 벨이 사용되는 경우가 있다.
피타파 및 이코카의 대응이 가능한 자동 개찰기가 있다.
고베 전철·고베 고속 철도에서 한신 난바 선으로 오는 경우, 연락 승차권은 니시쿠조까지만 구입할 수 없다. (예를 들어 아오역에서 오사카난바 역까지의 연락 승차권은 구입할 수 없기 때문에 고베 전철 쪽에서 니시쿠조를 지나 승차하는 경우에는 일단 승차역에서 니시쿠조까지의 연락 승차권을 구입해 내리는 역의 정산기에서 부족한 운임을 정산해야 한다.
승강장 연장부에 신설된 개찰구는 편의점이나 서점이 입주해 있다.

#### 승강장
| 1 | ■ 한신 난바 선 (상행) | 돔 앞 · 오사카난바 · 긴테쓰나라 방면                 |
| 2 | ■ 한신 난바 선 (하행) | 아마가사키 · 산노미야 · 산요아카시 · 산요히메지 방면 |

#### 역사
- 1964년 5월 21일: 구 덴포 선을 지도리바시에서 연장하여 개업. 개업 전에 덴포 선은 니시오사카 선으로 개칭되었다.
- 2009년 3월 20일: 오사카난바까지의 연장으로 도중역이 되었다. 이와 동시에, 니시오사카 선이 한신 난바 선으로 개칭되었다.

## 인접역
| 서일본 여객철도 오사카 순환선                          | 서일본 여객철도 오사카 순환선                            | 서일본 여객철도 오사카 순환선 |
| ------------------------------------------------------ | -------------------------------------------------------- | ----------------------------- |
| 오사카 외선 순환                                       | ■ 오사카 순환선 쾌속1                                    | 벤텐초 내선 순환              |
| 노다 외선 순환                                         | ■ 오사카 순환선 직통쾌속 · 구간쾌속 · 보통               | 벤텐초 내선 순환              |
| 서일본 여객철도 사쿠라지마 선                          |                                                          |                               |
| 시·종착역                                              | ■ JR 유메사키 선                                         | 아지카와구치 사쿠라지마 방면  |
| 서일본 여객철도 오사카 순환선 · 도카이도 본선 화물지선 |                                                          |                               |
| 신오사카 방면                                          | ■ JR 교토 선 · 한와 선 직통 A쾌속 · B쾌속                | 벤텐초 와카야마 방면          |
| 한신 전기 철도 한신 난바 선                            |                                                          |                               |
| 아마가사키 산요히메지 방면                             | ■ 한신 난바선 쾌속급행 (평일 낮 제외)                    | 구조 오사카나라 방면          |
| 지도리바시 산요히메지 방면                             | ■ 한신 난바 선 쾌속급행 (평일 낮) · 준급 구간준급 · 보통 | 구조 오사카나라 방면          |
| 1. 간사이 공항 쾌속, 기슈지 쾌속, 야마토지 쾌속 등.    |                                                          |                               |